# Skei (Innlandet)
Skei is een plaats behorende bij de gemeente Gausdal in de provincie Innlandet in het oosten van Noorwegen. Bij Skei ligt de berg en skigebied Skeikampen.